# Шекера, Григорий Кондратьевич
Григорий Кондратьевич Шекера (16.11.1923, Черниговская область — 06.11.1981, Черниговская область) — помощник командира взвода 6-й отдельной гвардейской воздушно-десантной разведывательной роты гвардии старший сержант — на момент представления к награждению орденом Славы 1-й степени.

## Биография
Родился 16 ноября 1923 года в городе Нежин Черниговской области в крестьянской семье. Украинец. В июне 1941 года окончил 10 классов средней школы № 24 города Нежин.
В Красной Армии и на фронте в Великую Отечественную войну с июля 1941 года. Боевой путь начал механиком-водителем танка Т-34. После тяжелого ранения, полученного в июле 1942 года и последующего лечения, воевал в разведке — в 6-й отдельной гвардейской воздушно-десантной разведывательной роты 2-й гвардейской воздушно-десантной дивизии.
Командир отделения разведчиков Г. Шекера неоднократно совершал вылазки в тыл противника за «языками». В декабре 1943 года, в ходе одного из разведывательных боев по освобождению территории Черкасской области, рискуя жизнью, ранил и захватил в плен немецкого полковника. Первой боевой наградой — медалью «За боевые заслуги» — был награждён за успешное проведение разведки расположения немецких частей на подступах к городу Киеву.
26 апреля 1944 года в районе населенного пункта Стопчатув гвардии сержант Шекера во главе разведгруппы проник в тыл врага, успешно выполнил задание командования, уничтожил 2 противников.
Приказом от 25 мая 1944 года гвардии сержант Шекера Григорий Кондратьевич награждён орденом Славы 3-й степени.
26 июня 1944 года в 5 км северо-западнее города Косов разведывательная группа во главе с гвардии сержантом Шекерой во время поиска во вражеском тылу взяла в плен 4 противников и захватила ценные документы, которые были доставлены в штаб дивизии.
Приказом от 18 июля 1944 года гвардии сержант Шекера Григорий Кондратьевич награждён орденом Славы 2-й степени.
15 августа 1944 года гвардии старший сержант Шекера с разведывательной группой в районе горы Рокета Мале уничтожил 6 вражеских солдат и одного взял в плен. «Язык» дал ценные сведения.
Указом Президиума Верховного Совета СССР от 24 марта 1945 года за исключительное мужество, отвагу и бесстрашие, проявленные в боях с вражескими захватчиками гвардии старший сержант Шекера Григорий Кондратьевич награждён орденом Славы 1-й степени. Стал полным кавалером ордена Славы.
Член ВКП/КПСС с 1945 года. Участник Парада Победы в июне 1945 года на Красной площади в Москве. В 1945 году был демобилизован.
Вернулся на родину, в город Нежин. Работал заместителем директора ресторана, а после окончания Киевской юридической школы — народным судьей в населенных пунктах Семеновке, Прилуках, Носовке Черниговской области. Без отрыва от работы окончил исторический факультет Нежинского педагогического института и юридический факультет Киевского университета. В 1961 году вместе с семьей переехал в город Прилуки Черниговской области. Работал адвокатом, судьей, а с 1974 года до последних лет жизни — председателем городского суда.
Скончался 6 ноября 1981 года. Похоронен на кладбище «Новый Побут» города Прилуки Черниговской области.
Награждён орденом Красного Знамени, орденом Отечественной войны 1-й степени, двумя орденами Красной Звезды, орденами Славы 3-х степеней, медалями.